# Ben Davies (Fußballspieler, 1993)
Benjamin Thomas „Ben“ Davies (* 24. April 1993 in Neath) ist ein walisischer Fußballspieler. Der linke Verteidiger steht bei Tottenham Hotspur in der Premier League unter Vertrag und ist A-Nationalspieler.

## Karriere

### Vereine
Davies begann seine Karriere im Alter von acht Jahren in der Jugendabteilung von Swansea City. Ein Jahr später ging er mit seiner Familie für drei Jahre nach Dänemark und spielte in dieser Zeit für Viborg FF. Nach seiner Rückkehr zu Swansea rückte er dort zur Saison 2012/13 von der A-Jugend auf und kam am 25. August 2012 beim 3:0-Heimsieg gegen West Ham United zu seinem Debüt in der Premier League, als er in der 84. Minute für Neil Taylor eingewechselt wurde. Sein erstes Tor erzielte Davies am 19. Januar 2013 zur 1:0-Führung beim 3:1-Sieg gegen Stoke City. Im Februar 2013 gewann er mit dem Verein nach dem 5:0-Finalsieg gegen Bradford City den englischen Ligapokal. Damit qualifizierte sich die Mannschaft für die Europa League, in der Davies mit ihr in der Folgesaison bis ins Sechzehntelfinale vorstieß.
Zur Spielzeit 2014/15 wechselte Davies zum Ligakonkurrenten Tottenham Hotspur, bei dem er einen Vertrag mit einer Laufzeit bis zum 30. Juni 2019 unterschrieb. Dort kam er in seiner ersten Saison auf 14 Ligaspiele sowie sieben Einsätze in der Europa League, in der er mit Tottenham im Sechzehntelfinale am AC Florenz scheiterte. In der Saison 2015/16 spielte Davies achtmal Europa League und kam mit der Mannschaft ins Achtelfinale. Die Meisterschaft beendete er mit dem Team als Tabellendritter, was sie zur Champions League in der Spielzeit 2016/17 qualifizierte.

### Nationalmannschaft
Davies kam im September 2011 auf drei Einsätze für die U19-Auswahl des walisischen Fußballverbands. Am 12. Oktober 2012 kam er bei der 0:3-Niederlage gegen Serbien zu seinem Debüt in der A-Nationalmannschaft. Für die Europameisterschaft 2016 in Frankreich wurde Davies von Nationaltrainer Chris Coleman in den walisischen Kader berufen. Im Turnier kam er in den ersten fünf Spielen seiner Mannschaft über die volle Spielzeit zum Einsatz. Im Halbfinale, das mit 0:2 gegen Portugal verloren wurde, fehlte Davies gelbgesperrt. Für die Europameisterschaft 2021 wurde er erneut in den walisischen Kader berufen.

## Erfolge
Tottenham Hotspur
- Europa-League-Sieger: 2025

Swansea City
- Englischer Ligapokalsieger: 2013